# Enklawy i eksklawy Włoch
Lista enklaw i eksklaw Włoch (począwszy od momentu zjednoczenia) o charakterze międzynarodowym i administracyjnym.
Republika Włoska posiada jedną eksklawę na terytorium Konfederacji Szwajcarskiej, a na jej terenie znajdują się dwie enklawy o charakterze międzynarodowym; Republika San Marino oraz Państwo Watykańskie.

## Eksklawy i enklawy o charakterze międzynarodowym

### Eksklawy

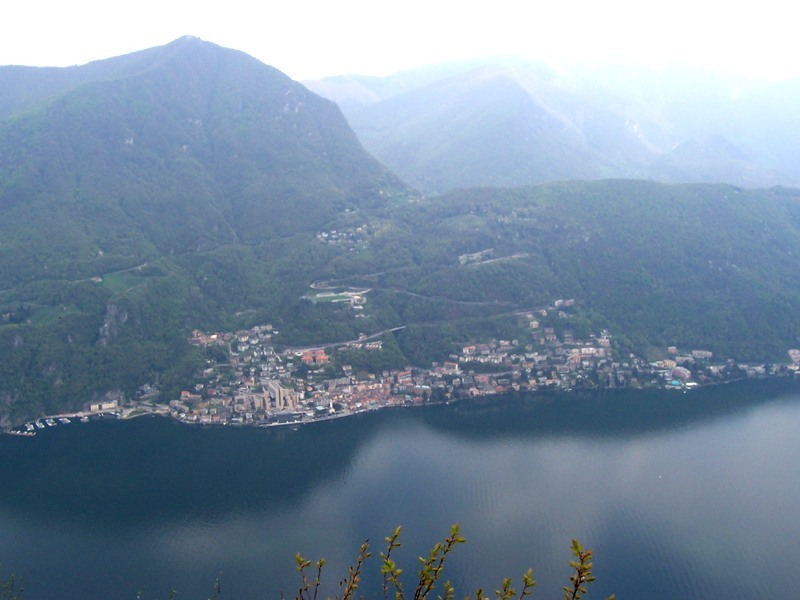
Campione d’Italia - włoska eksklawa w Szwajcarii

Jedyną włoską eksklawą jest obecnie Campione d’Italia, która jest enklawą na terytorium szwajcarskiego kantonu Ticino. Campione jest w znacznym stopniu zintegrowane gospodarczo i administracyjnie ze Szwajcarią. Używa się tam zarówno franka szwajcarskiego jak i euro. Obecnie w użyciu są tam szwajcarskie tablice rejestracyjne. Również sieć telefoniczna obsługiwana jest przez Swisscom. Przesyłki pocztowe można przesyłać używając szwajcarskiego kodu pocztowego albo włoskiego. Na mocy umów dwustronnych Włosi mieszkający w Campione korzystają m.in. z opieki zdrowotnej Szwajcarii. Podobnie jak miejscowość Livigno eksklawa stanowi obszar strefy wolnocłowej, w związku z czym sprzedawane tam towary nie są obciążone podatkiem VAT ani akcyzą. Campione korzysta ze swojego statusu, posiadając znane kasyno (Casinò di Campione), gdyż prawo dotyczące hazardu jest tu mniej restrykcyjne niż we Włoszech i w Szwajcarii.

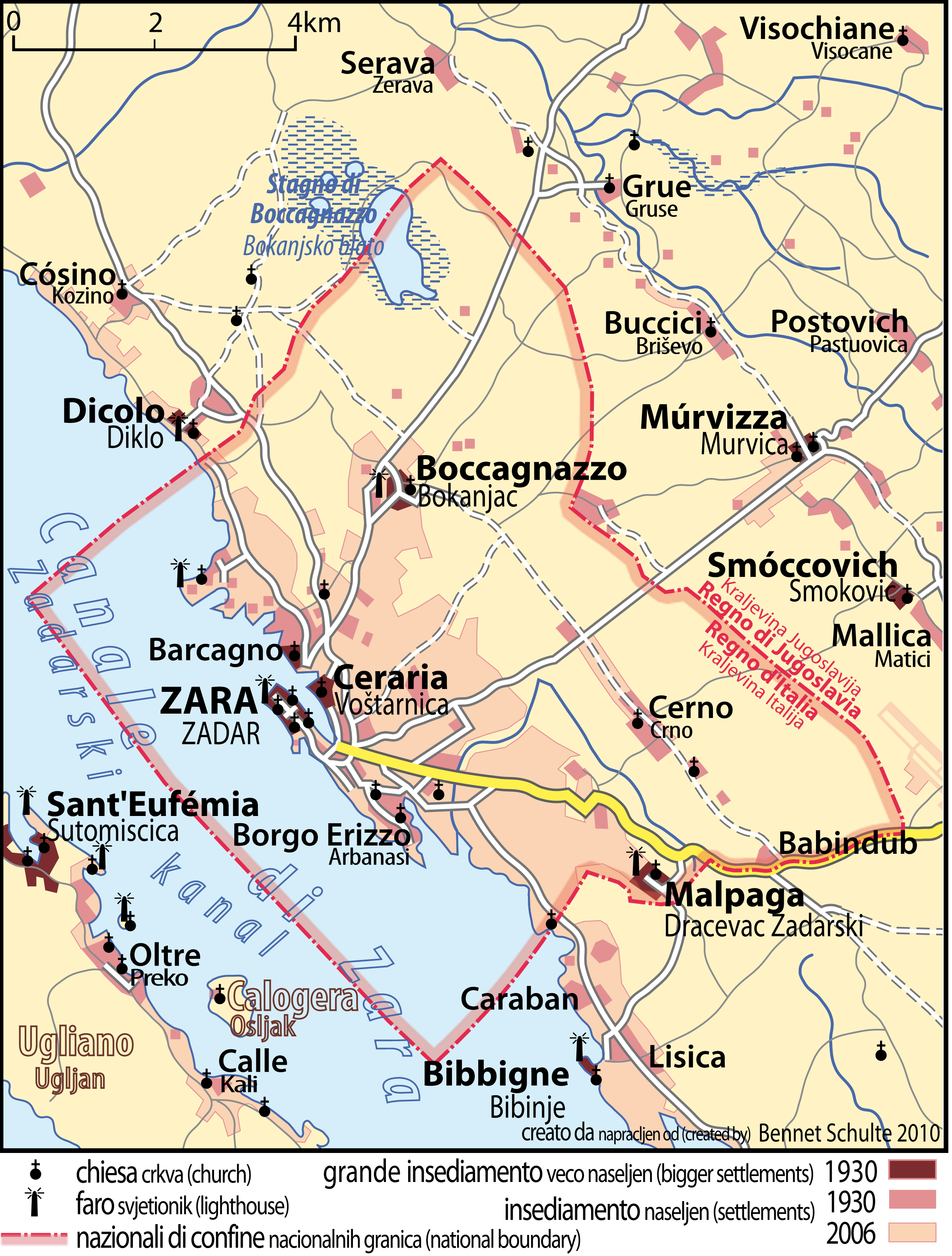
Mapa Włoskiej eksklawy na Bałkanach

Po I wojnie światowej na podstawie Traktatu z Rapallo w 1920 roku włoską enklawą stał się Zadar wraz z kilkoma przyległymi, niewielkimi miejscowościami – w sumie zaledwie 104 km². Podczas II wojny światowej wojska niemieckie wkroczyły do Zadaru. Miasto zostało silnie zbombardowane w 1944 roku. W 31 października 1944 r., po wycofaniu wojsk niemieckich i ucieczce włoskich urzędników Zadar zajęli jugosłowiańscy partyzanci i stał się on częścią Jugosławii.
| Terytorium        | Powierzchnia | Populacja (2014) | Prowincja | Region    | Enklawa w                 |
| ----------------- | ------------ | ---------------- | --------- | --------- | ------------------------- |
| Campione d’Italia | 2,6 km²      | 2 067            | Como      | Lombardia | Szwajcaria                |
| Zadar             | 104 km²      | –                | Zara      | –         | Królestwo SHS, Jugosławia |

### Enklawy
Na terytorium Włoch znajdują się obecnie dwa z trzech istniejących na świecie państw-enklaw. Są to San Marino oraz Watykan.

Grafika ilustrująca przebieg Zjednoczenia Włoch, w tym zmiany granic sąsiadów San Marino

San Marino uważa się za najstarszą republikę świata utworzoną w 301 roku. Nie przyłączyło do ruchu Risorgimento, mimo iż było to sprzeczne z jego ideą. Do 8 grudnia 1859  r. San Marino było enklawą na terytorium Państwa Kościelnego. Natomiast od 17 grudnia 1860 jest enklawą na terytorium Włoch. w międzyczasie sąsiadowało z Królestwem Sardynii i Państwem Kościelnym.
11 lutego 1929 roku przez papieskiego sekretarza stanu, kardynała Pietra Gasparriego i Benita Mussoliniego zostały podpisane Traktaty laterańskie wyodrębniające politycznie i terytorialnie państwo Watykan, uznających jego niezależność i niepodległość. Tym samym została utworzona druga enklawa na terytorium Włoch o powierzchni 0,44 km².
| Ekaklawa   | Powierzchnia | Populacja | Sąsiadujące regiony    |
| ---------- | ------------ | --------- | ---------------------- |
| San Marino | 61 km²       | 31 373    | Emilia-Romania, Marche |
| Watykan    | 0,44 km²     | 805       | Lacjum                 |

## Eksklawy i enklawy na poziomie administracyjnym

### Regiony
|       | Eksklawa/enklawa | Populacja | Przynależność administracyjna | Przynależność administracyjna | Przynależność administracyjna | Enklawa w       | Enklawa w      |
| Gmina | Eksklawa/enklawa | Populacja | Prowincja                     | Region                        | Prowincja                     | Region          |                |
| ----- | ---------------- | --------- | ----------------------------- | ----------------------------- | ----------------------------- | --------------- | -------------- |
| 1     | koryto rzeki Pad | 0         | Frascarolo                    | Pavia                         | Lombardia                     | Alessandria     | Piemont        |
| 2     | San Pio          | 0         | Pieve del Cairo               | Pavia                         | Lombardia                     | Alessandria     | Piemont        |
| 3     | Lama Superiore   | 0         | Corte Brugnatella             | Piacenza                      | Emilia-Romania                | Pavia           | Lombardia      |
| 4     | Valle Inferiore  | 1         | Corte Brugnatella             | Piacenza                      | Emilia-Romania                | Pavia           | Lombardia      |
| 5     | San Pellegrino   | 8         | Frassinoro                    | Modena                        | Emilia-Romania                | Lukka           | Toskania       |
| 6     | Ca’ Raffaello    | 289       | Badia Tedalda                 | Arezzo                        | Toskania                      | Rimini          | Emilia-Romania |
| 7     | Monte Ruperto    | 0         | Città di Castello             | Perugia                       | Umbria                        | Pesaro i Urbino | Marche         |
| 8     | Iesce            | 0         | Matera                        | Matera                        | Basilicata                    | Bari            | Apulia         |

### Prowincje
|       | Eksklawa/enklawa        | Populacja | Przynależność administracyjna | Przynależność administracyjna | Przynależność administracyjna | Enklawa w     |
| Gmina | Eksklawa/enklawa        | Populacja | Prowincja                     | Region                        | Region                        |               |
| ----- | ----------------------- | --------- | ----------------------------- | ----------------------------- | ----------------------------- | ------------- |
| 1     | San Colombano al Lambro | 7.507     |                               | Mediolan                      | Lombardia                     | –             |
| 2     | Carutti                 | 26        | Barge                         | Cuneo                         | Piemont                       | Turyn         |
| 3     | Piaggiolino             | 81        | Monte Porzio                  | Pesaro i Urbino               | Marche                        | Ankona        |
| 4     | Poggiovalle             | 9         | Fabro                         | Terni                         | Umbria                        | –             |
| 5     | Rocchette               | 1         | Gallese                       | Viterbo                       | Lacjum                        | –             |
| 6     | Pannarano               | 2.069     |                               | Benewent                      | Kampania                      | Avellino      |
| 7     | Montalipe               | 6         | Locorotondo                   | Bari                          | Apulia                        | Tarent        |
| 8     | Nunzio                  | 0         | Locorotondo                   | Bari                          | Apulia                        | Tarent        |
| 9     | Gelatura                | 4         | Locorotondo                   | Bari                          | Apulia                        | Tarent        |
| 10    | La Precesa              | 0         | Tricarico                     | Matera                        | Basilicata                    | Potenza       |
| 10    | Serra del Ponte         | 0         | Tricarico                     | Matera                        | Basilicata                    | Potenza       |
| 11    | Resuttano               | 2.239     |                               | Caltanissetta                 | Sycylia                       | Palermo       |
| 12    | Bruca                   | 0         | Bisacquino                    | Palermo                       | Sycylia                       | Agrigento     |
| 12    | San Biagio              | 0         | Bisacquino                    | Palermo                       | Sycylia                       | Agrigento     |
| 13    | Canneti                 | 3         | Enna                          | Enna                          | Sycylia                       | Caltanissetta |
| 13    | Corfidato               | 12        | Enna                          | Enna                          | Sycylia                       | Caltanissetta |

### Gminy
|           | Eksklawa/enklawa    | Populacja | Przynależność administracyjna | Przynależność administracyjna | Enklawa w |
| Prowincja | Eksklawa/enklawa    | Populacja | Region                        | Gmina                         |           |
| --------- | ------------------- | --------- | ----------------------------- | ----------------------------- | --------- |
| 1         | Surbo               | 14.511    | Lecce                         | Sycylia                       | Lecce     |
| 2         | San Giovanni Gemini | 8.089     | Agrigento                     | Apulia                        | Cammarata |